# Koffiebus

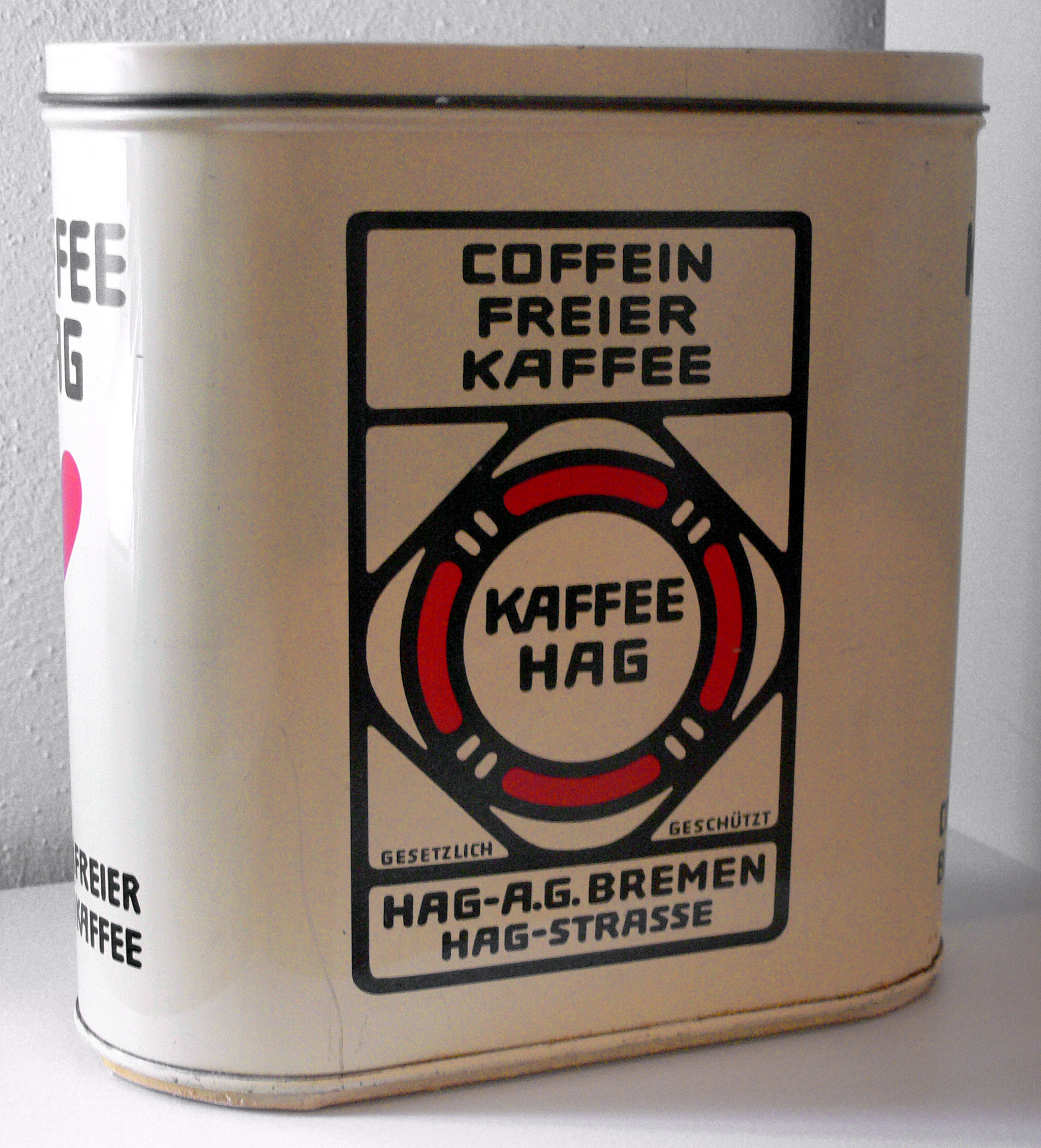
Koffiebus

Een koffiebus is een goed afsluitbare voorraaddoos of bus waar men koffiebonen of gemalen koffie in bewaart.
Doel is het product droog te houden en de geur te behouden. Aanvankelijk werden koffiebussen uit metaal vervaardigd, maar tegenwoordig is dit veelal kunststof of karton.